# برنت (حوزه سرشماری) ویسکانسین
برنت (به انگلیسی: Burnett) یک منطقهٔ مسکونی در ایالات متحده آمریکا است که در برنت واقع شده‌است. برنت ۲۵۶ نفر جمعیت دارد و ۲۶۶٫۰۹ متر بالاتر از سطح دریا واقع شده‌است.